# Rosenborg BK (női csapat)
A Rosenborg BK női labdarúgó csapatát SK Trondheims-Ørn néven 1972-ben hozták létre Trondheimben. Norvégia első osztályú bajnokságában, a Toppserienben szerepel.

## Klubtörténet
Az egyesület gyökerei 1917. május 18-ra nyúlnak vissza, amikor Lademoenben – Trondheim külvárosában – egy munkáscsoport Ørn (Sasok) néven megalapította férfi sportklubját. Elsősorban a labdarúgás helyezték előtérbe, idővel pedig a síelést, a korcsolyázást és az atlétikát is művelték a klub sportolói.
1948-ban Trondheims-Ørnra változtatták nevüket. A női labdarúgó szakosztályt 1972-ben hozták létre és 1983-ig regionális bajnokságokban vettek részt.
A Norvég labdarúgó-szövetség 1984-ben írta ki az első hivatalos országos bajnokságot, melyben ezüstérmet szereztek. A klub aranykorszaka 1994-től 2006-ig datálódik, ebben az időszakban 7 bajnoki címet és 8 kupagyőzelmet arattak, többek között olyan neves játékosokkal, mint Randi Leinan, Ann Kristin Aarønes, Ragnhild Gulbrandsen és Trine Rønning.
2020. január 27-én a klub felvette a Rosenborg Ballklub Kvinner nevet.

## Játékoskeret
2020. június 30-tól
| #  |     | Poszt | Név                        |
| -- | --- | ----- | -------------------------- |
| 22 | NOR | K     | Birthe Emilie Christiansen |
| 12 | NOR | K     | Kristine Nøstmo            |
| 3  | NOR | V     | Mali Lilleås Næss          |
| 4  | NOR | V     | Ina Lundereng Vårhus       |
| 14 | NOR | V     | Maiken Bakke               |
| 24 | NOR | V     | Solfrid Vaagan Hofset      |
| 26 | NOR | V     | Marita Olsen               |
| 5  | NOR | KP    | Cesilie Andreassen         |
| 6  | NOR | KP    | Elin Sørum                 |
| 7  | NOR | KP    | Rakel Engesvik             |

| #  |     | Poszt | Név                        |
| -- | --- | ----- | -------------------------- |
| 11 | NOR | KP    | Siw Døvle                  |
| 17 | NOR | KP    | Laura Gashi                |
| 19 | NOR | KP    | Emilie Bragstad            |
| 20 | NOR | KP    | Emilie Marie Joramo        |
| 8  | NOR | CS    | Maria Olsvik               |
| 9  | NOR | CS    | Elen Sagmo Melhus          |
| 10 | NOR | CS    | Marit Clausen              |
| 16 | NOR | CS    | Siri Oline Berg-Johansen   |
| 23 | NOR | CS    | Sara Kanutte Fornes        |
|    | NOR | CS    | Lisa-Marie Karlseng Utland |

## Eredmények
- Norvég bajnok (7): 1994, 1995, 1996, 1997, 2000, 2001, 2003
- Norvég kupadöntős (8): 1993, 1994, 1996, 1997, 1998, 1999, 2001, 2002

## A klub híres játékosai
| - Ann Kristin Aarønes - Ragnhild Gulbrandsen - Unni Lehn - Randi Leinan - Merete Myklebust - Heidi Pedersen - Trine Rønning - Brit Sandaune |